# Polysyncraton purou
Polysyncraton purou är en sjöpungsart som beskrevs av Monniot 1987. Polysyncraton purou ingår i släktet Polysyncraton och familjen Didemnidae. Inga underarter finns listade i Catalogue of Life.